# 25065 Лаутаккін
25065 Лаутаккін (25065 Lautakkin) — астероїд головного поясу, відкритий 24 серпня 1998 року.
Тіссеранів параметр щодо Юпітера — 3,509.